# Phytomyptera clavapalpa
Phytomyptera clavapalpa är en tvåvingeart som beskrevs av Barraclough 1985. Phytomyptera clavapalpa ingår i släktet Phytomyptera och familjen parasitflugor. Inga underarter finns listade i Catalogue of Life.